# マルレーネ・シュミット
マルレーネ・シュミット（Marlene Schmidt、1937年9月7日 - ）は、西ドイツのエンジニア・女優・脚本家・映画プロデューサーである。1961年、第10回ミス・ユニバース世界大会（ミス・ユニバース1961）で優勝。

## 経歴
1937年9月7日、シレジアのヴロツワフに生まれる。ザクセン州ハルツ郡ノルトハルツ統一コミュニティムルムケ村に育つ。この地区は1949年、東ドイツに編入される。
テューリンゲン州イェーナの工業専門学校で精密工学を学ぶ。
1960年、母親と共に東ベルリン経由で西ドイツに脱出。はじめノルトライン＝ヴェストファーレン州エネッペ=ルーア=クライス郡ハッティンゲンに暮らすがバーデン＝ヴュルテンベルク州シュトゥットガルトに移る。そこでは空気圧測定装置の会社で働く。
1961年、賞品のルノーが欲しいという動機で、運転免許を持っていなかったがバーデン＝ヴュルテンベルク州の大会に参加。優勝し、バーデン＝バーデンで行われた全国大会に進出。優勝。ミス・ジャーマニーとなる。国を代表してミス・ユニバースに出場する権利を得る。7月15日、アメリカ合衆国フロリダ州マイアミビーチで行われた世界大会で優勝。ミス・ユニバース1961となる。身長173cm（5フィート8インチ）、スリーサイズ93-58-91cm（36.5-23-36インチ）で、当時は歴代最長身のミス・ユニバースであった。
1962年9月1日、アメリカの俳優タイ・ハーディンと結婚。アメリカへ移住。一人の娘（彼女にとって唯一の子供）を儲ける。
1965年8月21日、ハーディンと離婚。 
1969年、エリカ・ルンゲは、著書Frauen執筆のために彼女にインタビューする。
1972年から1986年にかけ、映画業界で活動。女優・脚本家・映画プロデューサーとしてキャリアを残す。この頃、アメリカの映画プロデューサー兼監督のHoward Avedisと二度目の結婚をしており（1969年12月26日 - 。離婚時期不詳）、彼女は低予算映画の映画制作会社を率いた。
帰国後、ザールラント州ザールブリュッケン在住。しばらくの間モーター工場で働き、後に教師と結婚、離婚。

## フィルモグラフィ
- 1972
  - The Stepmother（英語版）
- 1974
  - The Teacher（英語版）
- 1975
  - The Specialist（英語版）
  - Dr. Minx（英語版）
- 1976
  - 女捜査官　Scorchy
- 1978
  - Texas Detour
  - The Fifth Floor（英語版）
- 1981
  - Separate Ways
- 1982 
  - Mortuary（英語版）
- 1984
  - ラブ♥レッスン殺人事件/私は危険な人妻教師　They're Playing with Fire
- 1986
  - Kidnapped（英語版）

## その他
彼女がミス・ユニバースを受賞した後、母はノルトライン＝ヴェストファーレン州ボーフムに花屋を開業した。その名も「マルレーネの花園」を意味するBlumen von Marleneはもちろん、彼女の名にちなむ。
共産主義の青年紙『Junge Welt』は、（ミスとしての任期である）一年が過ぎれば、世界はあなたを忘れてしまうと報じた。この場合、東ドイツのプロパガンダは部分的に正しかった。ロイターの記者フレデリック・ケンプによると、（彼女の映画キャリアは）女性のヌード以外特筆すべきことはない。